# Ácido carbocérico
El ácido carbocérico, o ácido heptacosanoico o ácido heptacosílico, es un ácido graso saturado de cadena larga de 27 carbonos (C27:0) con la fórmula química CH
3(CH
2)
25COOH. Su nombre deriva de una combinación de la palabra "Carbono" y κηρός (Keros), que significa cera de abejas o panal en griego antiguo, ya que el ácido se puede encontrar en el mineral ozoquerita, también conocido como ozocerita.

Prácticamente insoluble en agua, es soluble en etanol, éteres, cloroformo, sulfuro de carbono y trementina.